# アソビゴコロ
『アソビゴコロ』は、TOKIOが担当楽器を交換したシャッフルバンドである。

## 概要
1997年のTOKIOの夏のライブツアー『TOKIO SUMMER CONCERT 夏まつり』で登場した。ボーカルとアコースティックギターを国分太一が、リードギターを長瀬智也が、ベースを松岡昌宏が、キーボードを城島茂が、ドラムスを山口達也が担当しており、ライブでは「Knockin' On Heaven's Door」をカバー演奏した。その映像は、TOKIOのライブビデオ『TOKIO LIVE 1997 + SPECIAL BONUS TRACK 1998』に収録されている。『TOKIO Special GIGs 2006～Get Your Dream～』でも「SCHOOL FESTIVAL」としてメンバーの担当楽器を変更して演奏する事はあったが、アソビゴコロとして演奏したのはこの時のみである。